# Sainte-Eulalie (Aude)
Sainte-Eulalie település Franciaországban, Aude megyében. Lakosainak száma 569 fő (2022. január 1.). Sainte-Eulalie Alzonne, Arzens, Montréal, Moussoulens, Pezens és Villesèquelande községekkel határos.

## Népesség
A település népessége az elmúlt években az alábbi módon változott:
| Lakosok száma | 352  | 300  | 342  | 493  | 526  | 518  | 506  | 525  | 518  | 569  |
|               | 1968 | 1982 | 1990 | 2006 | 2013 | 2015 | 2017 | 2019 | 2020 | 2022 |